# Neoterebra plicata
Neoterebra plicata é uma espécie de gastrópode do gênero Neoterebra, pertencente a família Terebridae.